# Gaspar Duarte
Gaspar De Jesús Duarte (Pilcomayo, 6 gennaio 2003) è un calciatore argentino, attaccante del Rosario Central.

## Caratteristiche tecniche
È un'ala destra.

## Carriera
Duarte è cresciuto nel settore giovanile del Rosario Central, con cui ha firmato il primo contratto professionistico il 6 febbraio 2024. Ha debuttato in prima squadra il 2 ottobre dello stesso anno nell'incontro di Primera División vinto 3-0 contro il Vélez Sarsfield.

## Statistiche

### Presenze e reti nei club
Statistiche aggiornate al 2 novembre 2024.
| Stagione        | Squadra         | Campionato      | Campionato | Campionato | Coppe nazionali | Coppe nazionali | Coppe nazionali | Coppe continentali | Coppe continentali | Coppe continentali | Altre coppe | Altre coppe | Altre coppe | Totale | Totale | Totale |
| Stagione        | Squadra         | Comp            | Pres       | Reti       | Comp            | Pres            | Reti            | Comp               | Pres               | Reti               | Comp        | Pres        | Reti        | Pres   | Reti   |        |
| --------------- | --------------- | --------------- | ---------- | ---------- | --------------- | --------------- | --------------- | ------------------ | ------------------ | ------------------ | ----------- | ----------- | ----------- | ------ | ------ | ------ |
| 2024            | Rosario Central | PD              | 5          | 0          | CA+CdL          | 0               | 0               | CL                 | 0                  | 0                  |             | -           | -           | 5      | 0      |        |
| Totale carriera | Totale carriera | Totale carriera | 5          | 0          |                 | 0               | 0               |                    | 0                  | 0                  |             | -           | -           | 5      | 0      |        |